# لويز بويل
لويز بويل (بالإنجليزية: Louise Boyle)‏ هي مصورة أمريكية، ولدت في 17 فبراير 1910، وتوفيت في 31 ديسمبر 2005.